# La Cité engloutie
Pour plus de détails, voir Fiche technique et Distribution.
La Cité engloutie est un  court métrage documentaire français réalisé par Adolphe Sylvain, sorti en 1947.

## Synopsis
Une équipe d'archéologues de l'École française d'Extrême-Orient au travail sur le site d’Angkor Vat, au Cambodge.

## Fiche technique
- Titre : La Cité engloutie
- Réalisation : Adolphe Sylvain
- Commentaire : Simon Gantillon
- Photographie : Adolphe Sylvain
- Son : Jean Bertrand
- Musique : Robert Caby
- Production : Productions Internationales Cinématographiques
- Format : Noir et blanc - 35 mm - Procédé sonore : Western-Electric.
- Genre : Documentaire
- Durée : 18 minutes (Métrage d'origine : 480m[1])
- Date de sortie  : 15 novembre 1947
- Numéro de visa  : 5397